# Argas persicus
Argas persicus, también conocida como garrapata de las aves, es una especie de garrapata del género Argas,  familia Argasidae. Es una pequeña garrapata de cuerpo blando que se encuentra principalmente en aves domésticas como pollos, patos y gansos. Fue registrada por primera vez por Lorenz Oken en 1818 en Mianeh, Persia.
Es de color marrón amarillento, aunque puede variar a azul pizarroso cuando está hinchado. Se encuentra en un huésped animal, en grietas y hendiduras de edificios o en nidos. Es portador de la bacteria Borrelia anserina que causa la espiroquetosis aviar, una de las enfermedades más graves que afectan a la industria avícola. Además de las aves domésticas, A. persicus también puede alimentarse de humanos, aunque algunos individuos han adquirido inmunidad.

## Distribución
Se distribuye en todo el mundo, pero tiende a preferir un clima más cálido. La parte baja de los Estados Unidos ve especialmente una gran distribución de esta garrapata de cuerpo blando debido al clima cálido.

## Vector de enfermedades
La especie puede producir anemia en las aves, portador de la bacterias Borrelia anserina y Rickettsia Aegyptianella pullorum del género Rickettsia que causa Aegyptianellosis.